# Lijst van weg- en veldkapellen in Cuijk
Dit is een onvolledige lijst van veldkapellen in de gemeente Cuijk. Kapelletjes komen vooral in het zuiden van Nederland voor en werden dikwijls gebouwd ter verering van een heilige.
| Kapel                             | Adres                     | Plaats      | Bouwperiode | Architect       | Foto |
| --------------------------------- | ------------------------- | ----------- | ----------- | --------------- | ---- |
| Cavaleriekapel                    | Begraafplaats, Kerkeveld  | Beers       | 1933        | Caspar Franssen |      |
| Mariakapel                        | Heuf 27                   | Beers       | 1942        | J. Bedaux       |      |
| Sint-Martinuskapel (Kerkhofkapel) | Begraafplaats, Kerkstraat | Cuijk       | 1898        | Pierre Cuypers  |      |
| Maria Dankkapel                   | Mariaplein-St. Annastraat | Cuijk       | 1949        |                 |      |
| Mariakapel                        | Overhage                  | Cuijk       | 1950        |                 |      |
| Kruiswegstaties                   | Kruiswegpark, Mariagaarde | Katwijk     |             |                 |      |
| Mariakapel                        |                           | Linden      |             |                 |      |
| Mariakapel                        | Kuilen-Heikantseweg       | Sint Agatha |             |                 |      |